# Теорема Вейерштрасса о рядах голоморфных функций

Для теоремы Вейерштрасса о равномерно сходящихся рядах голоморфных функций

Теоре́ма Вейерштра́сса о равноме́рно сходя́щихся ряда́х аналити́ческих фу́нкций, или просто теорема Вейерштрасса, или теорема Вейерштрасса о рядах (1859) — следующая теорема комплексного анализа, раздела математики.
| Если бесконечный ряд функций, аналитических в некоторой области комплексной плоскости, сходится равномерно в любой замкнутой подобласти данной области, то: 1) сумма ряда определяет аналитическую функцию в исходной области; 2) ряд можно почленно дифференцировать любое количество раз. |

Следствие. Сумма степенного ряда есть аналитическая функция в произвольной области, в которой он равномерно сходится.
Теорема Вейерштрасса определяет условия, при которых сумма сходящегося ряда аналитических функций будет снова аналитической. Этим условием и является равномерная сходимость ряда в данной области или как минимум в любой замкнутой подобласти.
Первая часть теоремы Вейерштрасса говорит о том, что равномерный переход к пределу сохраняет свойство аналитичности, вторая — что для аналитических функций условия почленного дифференцирования рядов проще, чем в обычном анализе.
Существует эквивалентная формулировка теоремы Вейерштрасса, в которой вместо сходящего ряда используется сходящаяся последовательность. Также при доказательстве теоремы Вейерштрасса о рядах могут сразу перейти к последовательностям.
Замечание. Теорема Вейерштрасса лежит в основе изучении одинарных и кратных рядов, составленных из аналитических функций. Теорема специфична не для действительных, а именно для комплексных функциональных рядов. Для действительных чисел нет такой простой теоремы, поскольку равномерно сходящийся ряд действительных функций в общем случае почленно не дифференцируется. Для почленного дифференцирования ряда действительных функций требуется не только сходимость ряда, но ещё и равномерная сходимость ряда из производных.
Применяя теорему Вейерштрасса, нельзя забывать, что она говорит о рядах голоморфных функций, которые сходятся в области, то есть в открытом связном множестве. В случае неоткрытого множества теорема Вейерштрасса может быть неверна.
Авторы могут говорить не об одной теореме Вейерштрасса, а о двух, нумеруя обе части теоремы: первая и вторая теоремы Вейерштрасса.
С другой стороны, эту теорему иногда называют первой теоремой Вейерштрасса, подразумевая под второй теоремой Вейерштрасса теорему Вейерштрасса о равномерной сходимости на границе области.
Теорема Вейерштрасса обобщается на ряды аналитических функций многих комплексных переменных, сохраняя название и формулировку. Также интегрирование функции по кривой или поверхности, замыкание которых принадлежит исходной ограниченной области, производится почленным интегрированием исходного ряда. Аналогичные предложения имеют место и для кратных рядов, составленных из голоморфных функций. Доказательство этих теорем осуществляется так же, как в 
случае одного переменного.

## Теорема Вейерштрасса на комплексной плоскости

### Первая часть теоремы Вейерштрасса
| Первая часть теоремы Вейерштрасса. Дано: бесконечный ряд функций {\displaystyle f(z)=f_{1}(z)+f_{2}(z)+\cdots +f_{k}(z)+\cdots =\sum \limits _{k=1}^{\infty }f_{k}(z)}, аналитических в некоторой области {\displaystyle D} комплексной плоскости {\displaystyle \mathbb {C} }, {\displaystyle D\subseteq \mathbb {C} }, причём ряд равномерно сходится к сумме {\displaystyle f(z)} в любой замкнутой области {\displaystyle {\bar {D'}}}, полностью находящейся в исходной области {\displaystyle D}, {\displaystyle {\bar {D'}}\subset D}. Доказать: в области {\displaystyle D} функция {\displaystyle f(z)} аналитическая. |

При доказательстве первой части теоремы Вейерштрасса всегда используется интегральной формулы Коши, тогда как вторая часть теоремы Вейерштрасса следует из неравенств Коши.
Приведём четыре разных доказательства первой части этой теоремы. Первое доказательство, кроме интегральной формулы Коши, использует теорему об интегрировании равномерно сходящегося ряда, второе доказательство  — теорему Мореры. Третье доказательство непосредственное и универсальное, по его схеме доказывается также и вторая часть теоремы Вейерштрасса. При четвёртом доказательстве осуществляется переход от рядов функций к последовательностям функций.
1. Непрерывность суммы ряда. Так как ряд
{\displaystyle f(z)=f_{1}(z)+f_{2}(z)+\cdots +f_{k}(z)+\cdots =\sum \limits _{k=1}^{\infty }f_{k}(z)}
сходится равномерно, то, по теореме о непрерывности суммы ряда, его сумма {\displaystyle f(z)} — непрерывная функция в любой замкнутой области {\displaystyle {\bar {D'}}\subset D}, следовательно, и во всей области {\displaystyle D}. Осталось доказать, что в любой точке {\displaystyle z_{0}} области {\displaystyle D} у функции {\displaystyle f(z)} есть конечная производная.
2. Замкнутый контур. Построим вокруг произвольной точки {\displaystyle z_{0}\in D} замкнутый кусочно-гладкий контур {\displaystyle C} такой, что сам контур и его внутренность лежат в области {\displaystyle D}. На этом контуре {\displaystyle C} данный ряд сходится равномерно по условию теоремы. Пусть {\displaystyle w} — любая точка на контуре {\displaystyle C}, а {\displaystyle z} — любая точка внутри контура {\displaystyle C}. Тогда разделим все члены ряда на разность {\displaystyle w-z}, получим ряд
{\displaystyle {\frac {f(w)}{w-z}}={\frac {f_{1}(w)}{w-z}}+{\frac {f_{2}(w)}{w-z}}+\cdots +{\frac {f_{k}(w)}{w-z}}+\cdots },
который равномерно сходится для любых точек {\displaystyle z\in C}. Такой ряд, согласно теореме об интегрировании равномерно сходящегося ряда, почленно интегрируется вдоль замкнутой кривой {\displaystyle C}.
3. Интегрирование вдоль контура. Проинтегрируем ряд вдоль замкнутой кривой {\displaystyle C}, поделив все члены ряда на {\displaystyle 2\pi i}:
{\displaystyle {\frac {1}{2\pi i}}\int \limits _{C}{\frac {f(w)dw}{w-z}}={\frac {1}{2\pi i}}\int \limits _{C}{\frac {f_{1}(w)dw}{w-z}}+}
{\displaystyle {}+{\frac {1}{2\pi i}}\int \limits _{C}{\frac {f_{2}(w)dw}{w-z}}+\cdots +{\frac {1}{2\pi i}}\int \limits _{C}{\frac {f_{k}(w)dw}{w-z}}+\cdots },
и поскольку функции {\displaystyle f_{k}(z)} аналитические всюду внутри контура {\displaystyle C} и на самом контуре по условию теоремы, то, по интегральной формуле Коши, перепишем последний ряд в следующем виде:
{\displaystyle {\frac {1}{2\pi i}}\int \limits _{C}{\frac {f(w)dw}{w-z}}=f_{1}(z)+f_{2}(z)+\cdots +f_{k}(z)+\cdots },
то есть снова в виде интегральной формуле Коши
{\displaystyle f(z)={\frac {1}{2\pi i}}\int \limits _{C}{\frac {f(w)dw}{w-z}}}.
4. Конечная производная. Поскольку последняя интегральной формуле Коши для функции 
{\displaystyle f(z)} верна для всех внутренних точек {\displaystyle z} контура {\displaystyle C}, то, в силу соответствующей теоремы, во всех этих точках {\displaystyle f(z)} имеет конечную производную
{\displaystyle f'(z)={\frac {1}{2\pi i}}\int \limits _{C}{\frac {f(w)dw}{(w-z)^{2}}}},
в частности, у функции {\displaystyle f(z)} есть конечная производная в точке {\displaystyle z=z_{0}}. Но {\displaystyle z_{0}} — это, по определению, любая точка области {\displaystyle D}, следовательно, в области {\displaystyle D} функция {\displaystyle f(z)} аналитическая, что и требовалось доказать.
1. Непрерывность суммы ряда. Так как ряд
{\displaystyle f(z)=f_{1}(z)+f_{2}(z)+\cdots +f_{k}(z)+\cdots =\sum \limits _{k=1}^{\infty }f_{k}(z)}
сходится равномерно, то, по теореме о непрерывности суммы ряда, его сумма {\displaystyle f(z)} — непрерывная функция в любой замкнутой области {\displaystyle {\bar {D'}}\subset D}, следовательно, и во всей области {\displaystyle D}.
2. Замкнутый контур. Построим вокруг произвольной точки {\displaystyle z_{0}\in D} замкнутый кусочно-гладкий контур {\displaystyle C} такой, что сам контур и его внутренность лежат в области {\displaystyle D}. На этом контуре {\displaystyle C} данный ряд сходится равномерно по условию теоремы. Следовательно, он интегрируется почленно вдоль кривой {\displaystyle C}:
{\displaystyle \int \limits _{C}f(w)dw=\int \limits _{C}f_{1}(w)dw+}
{\displaystyle {}+\int \limits _{C}f_{2}(w)dw+\cdots +\int \limits _{C}f_{k}(w)dw+\cdots },
а поскольку все функции {\displaystyle f_{k}(z)} аналитические внутри и на контуре {\displaystyle C}, то по интегральной теореме Коши
{\displaystyle \int \limits _{C}f_{k}(w)dw=0,\quad k=1,\,2,\,3,\,\dots },
откуда
{\displaystyle \int \limits _{C}f(w)dw=0}.
3. Теорема Мореры. Получили, что сумма ряда из условия теоремы — это непрерывная функция {\displaystyle f(z)} в области {\displaystyle D}, причём интеграл {\displaystyle \int \limits _{C}f(w)dw=0} берётся вдоль любого замкнутого контура {\displaystyle C} из некоторой окрестности точки {\displaystyle z_{0}}. Тогда, по теореме Мореры, функция {\displaystyle f(z)} в указанной выше окрестности точки {\displaystyle z_{0}} аналитическая. Но {\displaystyle z_{0}} — это, по определению, любая точка области {\displaystyle D}, следовательно, в области {\displaystyle D} функция {\displaystyle f(z)} аналитическая, что и требовалось доказать.
1. Окрестность точки. Рассмотрим любую точку {\displaystyle z_{0}} области {\displaystyle D}, {\displaystyle z_{0}\in D}. Построим окружность {\displaystyle \Gamma \colon |z-z_{0}|=2d} с центром в точке {\displaystyle z_{0}} и такого маленького радиуса {\displaystyle 2d>0}, чтобы она и весь замкнутый круг {\displaystyle |z-z_{0}|\leqslant 2d} принадлежали области {\displaystyle D}. Осталось доказать, что сумма ряда {\displaystyle f(z)} из условия теоремы — это аналитическая функция в {\displaystyle d}-окрестности {\displaystyle |z-z_{0}|<d} точки {\displaystyle z_{0}}.
2. Равномерная сходимость. Возьмём две произвольные точки: {\displaystyle w} на окружности {\displaystyle \Gamma }, {\displaystyle w\in \Gamma }, и {\displaystyle z} в {\displaystyle d}-окрестности {\displaystyle |z-z_{0}|<d}. Преобразуем ряд
{\displaystyle f(z)=f_{1}(z)+f_{2}(z)+\cdots +f_{k}(z)+\cdots }
из условия теоремы, заменив {\displaystyle z} на {\displaystyle w} и умножив на {\displaystyle {\frac {1}{2\pi i(w-z)}}}, получим:
{\displaystyle {\frac {1}{2\pi i}}{\frac {f(w)}{w-z}}={\frac {1}{2\pi i}}{\frac {f_{1}(w)}{w-z}}+{\frac {1}{2\pi i}}{\frac {f_{2}(w)}{w-z}}+\cdots +{\frac {1}{2\pi i}}{\frac {f_{k}(w)}{w-z}}+\cdots },
а поскольку исходный ряд из условия теоремы равномерно сходится на окружности {\displaystyle \Gamma }, причём
{\displaystyle \left|{\frac {1}{2\pi i(w-z)}}\right|<{\frac {1}{2\pi d}}},
то новый ряд также равномерно сходится на окружности {\displaystyle \Gamma } и его можно почленно интегрировать. По интегральной формуле Коши интеграл от каждого члена нового ряда равен {\displaystyle f_{k}(z)}, и получаем:
{\displaystyle {\frac {1}{2\pi i}}\int \limits _{\Gamma }{\frac {f(w)dw}{w-z}}=f_{1}(z)+f_{2}(z)+\cdots +f_{k}(z)+\cdots =f(z)},
то есть в {\displaystyle d}-окрестности точки {\displaystyle z_{0}} сумма ряда {\displaystyle f(z)} из условия теоремы представлена интегралом типа Коши:
{\displaystyle f(z)={\frac {1}{2\pi i}}\int \limits _{\Gamma }{\frac {f(w)dw}{w-z}}},
а это означает, что {\displaystyle f(z)} — аналитическая функция в точке {\displaystyle z_{0}}. Но {\displaystyle z_{0}\in D} — произвольная точка, поэтому {\displaystyle f(z)} — аналитическая функция в области {\displaystyle D}.
Пусть {\displaystyle S_{N}(z)} — частичная сумма исходного ряда
{\displaystyle f(z)=f_{1}(z)+f_{2}(z)+\cdots +f_{k}(z)+\cdots =\sum \limits _{k=1}^{\infty }f_{k}(z)},
то есть
{\displaystyle S_{N}(z)=f_{1}(z)+f_{2}(z)+\cdots +f_{N}(z)=\sum \limits _{k=1}^{N}f_{k}(z)}.
1. Окрестность точки. Рассмотрим любую точку {\displaystyle z_{0}} области {\displaystyle D}, {\displaystyle z_{0}\in D}. Построим окружность {\displaystyle \Gamma \colon |z-z_{0}|=2d} с центром в точке {\displaystyle z_{0}} и такого маленького радиуса {\displaystyle 2d>0}, чтобы она и весь замкнутый круг {\displaystyle |z-z_{0}|\leqslant 2d} принадлежали области {\displaystyle D}. Осталось доказать, что сумма предел последовательности {\displaystyle S_{N}(z)} — это аналитическая функция в {\displaystyle d}-окрестности {\displaystyle |z-z_{0}|<d} точки {\displaystyle z_{0}}.
2. Равномерная сходимость. Поскольку для любого {\displaystyle N\in \mathbb {N} } новая функция {\displaystyle S_{N}(z)} аналитична в области {\displaystyle D}, то по интегральной формуле Коши для любого {\displaystyle z\in \Gamma }
{\displaystyle S_{N}(z)={\frac {1}{2\pi i}}\int \limits _{\Gamma }{\frac {S_{N}(w)}{w-z}}dw}.
Так как, по условию теоремы, исходный ряд равномерно сходится в любой замкнутой подобласти области {\displaystyle D}, в сами функции {\displaystyle f_{k}(z)} непрерывны в области {\displaystyle D}, то, по теореме о непрерывности, частичная сумма ряда {\displaystyle S_{N}(z)} также непрерывна в области {\displaystyle D}.
Далее, вследствие равномерной сходимости исходного ряда в замкнутом круге {\displaystyle |z-z_{0}|\leqslant 2d} имеем, что для любого числа {\displaystyle \epsilon >0} найдётся такое {\displaystyle N(\epsilon )}, что для любого {\displaystyle N\leqslant N(\epsilon )} верно неравенство
{\displaystyle \sup _{w\in \Gamma }|S_{N}(w)-f(w)|<\epsilon }.
Отсюда для произвольной точки {\displaystyle z} из {\displaystyle d}-окрестности и натурального числа {\displaystyle N\geqslant N(\epsilon )} имеем:
{\displaystyle \left|{\frac {1}{2\pi i}}\int _{\Gamma }{\frac {S_{N}(w)}{w-z}}dw-{\frac {1}{2\pi i}}\int _{\Gamma }{\frac {f(w)}{w-z}}dw\right|\leqslant }
{\displaystyle {}\leqslant {\frac {1}{2\pi }}\int _{\Gamma }{\frac {|S_{N}(w)-f(w)|}{|w-z|}}|dw|\leqslant {\frac {\epsilon }{2\pi d}}2\pi 2d=2\epsilon }.
По причине произвольности числа {\displaystyle \epsilon >0} из последнего уравнения и последних неравенств для любого {\displaystyle z} из {\displaystyle d}-окрестности имеем:
{\displaystyle \lim _{N\to \infty }S_{N}(z)={\frac {1}{2\pi i}}\int \limits _{\Gamma }{\frac {f(w)}{w-z}}dw}.
то есть
{\displaystyle f(z)={\frac {1}{2\pi i}}\int \limits _{\Gamma }{\frac {S(w)}{w-z}}dw}.
Правая часть последнего уравнения — интеграл типа Коши от непрерывной функции {\displaystyle f(w)}. По основному свойству он бесконечно дифференцируем, другими словами, сумма ряда {\displaystyle f(z)} есть аналитическая функция в окрестности любой точки {\displaystyle z_{0}\in D}, следовательно, что сумма ряда {\displaystyle f(z)} аналитична во всей области {\displaystyle D}.
В итоге получаем, что функции {\displaystyle S_{N}(z)} и {\displaystyle f(z)} аналитичны в области {\displaystyle D}, то есть, по теореме о бесконечной дифференцируемости, в {\displaystyle D} имеются производные {\displaystyle S_{N}^{(m)}(z)} и {\displaystyle f^{(m)}(z)} при любом {\displaystyle m\in \mathbb {N} }.
Следствие. Сумма следующего степенного ряда
{\displaystyle a_{0}+a_{1}(z-z_{0})+a_{2}(z-z_{0})_{2}+\cdots }
есть аналитическая функция в произвольной области, в которой он равномерно сходится.

### Вторая часть теоремы Вейерштрасса
| Вторая часть теоремы Вейерштрасса. Дано: бесконечный ряд функций {\displaystyle f(z)=f_{1}(z)+f_{2}(z)+\cdots +f_{k}(z)+\cdots =\sum \limits _{k=1}^{\infty }f_{k}(z)}, аналитических в некоторой области {\displaystyle D} комплексной плоскости {\displaystyle \mathbb {C} }, {\displaystyle D\subseteq \mathbb {C} }, причём этот ряд равномерно сходится к сумме {\displaystyle f(z)} в любой замкнутой области {\displaystyle {\bar {D'}}}, полностью находящейся в исходной области {\displaystyle D}, {\displaystyle {\bar {D'}}\subset D}. Доказать: при дифференцировании этого ряда любое количество раз {\displaystyle m} возникает новый ряд {\displaystyle f^{(m)}(z)=f_{1}^{(m)}(z)+f_{2}^{(m)}(z)+\cdots +f_{k}^{(m)}(z)+\cdots =\sum \limits _{k=1}^{\infty }f_{k}^{(m)}(z)}, также равномерно сходящийся в любой замкнутой области {\displaystyle {\bar {D'}}\subset D} и определяющий соответствующую производную функции {\displaystyle f(z)}. |

Замечание. Если ряд
{\displaystyle f(z)=f_{1}(z)+f_{2}(z)+\cdots +f_{k}(z)+\cdots =\sum \limits _{k=1}^{\infty }f_{k}(z)}
сходится равномерно во всей области {\displaystyle D}, то ряд из производных
{\displaystyle f'(z)=f'_{1}(z)+f'_{2}(z)+\cdots +f'_{k}(z)+\cdots },
будет сходиться вовсе не в этой же области {\displaystyle D}, а только в любой замкнутой области (компакте) {\displaystyle {\bar {D'}}}, целиком лежащей в {\displaystyle D}. Например, ряд
{\displaystyle {\frac {z}{1}}+{\frac {z^{2}}{2^{2}}}+{\frac {z^{3}}{3^{2}}}+\cdots +{\frac {z^{n}}{n^{2}}}+\cdots }
сходится равномерно в даже замкнутом круге {\displaystyle |z|\leqslant 1}, поскольку в этом круге сходящийся ряд
{\displaystyle 1+{\frac {1}{2^{2}}}+{\frac {1}{3^{2}}}+\cdots +{\frac {1}{n^{2}}}+\cdots }
его мажорирует. Но ряд из его производных
{\displaystyle 1+{\frac {z}{2}}+{\frac {z^{2}}{3}}+\cdots +{\frac {z^{n-1}}{n}}+\cdots }
сходится равномерно не в открытом круге {\displaystyle |z|<1}, а в любом меньшем замкнутом круге {\displaystyle |z|\leqslant r}, {\displaystyle r<1}, поскольку он расходится при {\displaystyle z=1}.
Приведём два разных доказательства первой части этой теоремы. При втором доказательстве осуществляется переход от рядов функций к последовательностям функций.
1. Замкнутый контур. Построим вокруг произвольной точки {\displaystyle z_{0}\in D} замкнутый кусочно-гладкий контур {\displaystyle C} такой, что сам контур и его внутренность лежат в области {\displaystyle D}. На этом контуре {\displaystyle C} данный ряд сходится равномерно по условию теоремы. Пусть {\displaystyle w} — любая точка на контуре {\displaystyle C}, а {\displaystyle z} — любая точка внутри контура {\displaystyle C}. Тогда разделим все члены ряда на разность {\displaystyle (w-z)^{2}}, получим ряд
{\displaystyle {\frac {f(w)}{(w-z)^{2}}}={\frac {f_{1}(w)}{(w-z)^{2}}}+}
{\displaystyle {}+{\frac {f_{2}(w)}{(w-z)^{2}}}+\cdots +{\frac {f_{k}(w)}{(w-z)^{2}}}+\cdots },
который равномерно сходится для любых точек {\displaystyle z\in C}. Такой ряд, согласно теореме об интегрировании равномерно сходящегося ряда, почленно интегрируется вдоль замкнутой кривой {\displaystyle C}.
2. Интегрирование вдоль контура. Проинтегрируем ряд вдоль замкнутой кривой {\displaystyle C}, поделив все члены ряда на {\displaystyle 2\pi i}:
{\displaystyle {\frac {1}{2\pi i}}\int \limits _{C}{\frac {f(w)dw}{(w-z)^{2}}}={\frac {1}{2\pi i}}\int \limits _{C}{\frac {f_{1}(w)dw}{(w-z)^{2}}}+}
{\displaystyle {}+{\frac {1}{2\pi i}}\int \limits _{C}{\frac {f_{2}(w)dw}{(w-z)^{2}}}+\cdots +{\frac {1}{2\pi i}}\int \limits _{C}{\frac {f_{k}(w)dw}{(w-z)^{2}}}+\cdots },
и поскольку функции {\displaystyle f_{k}(z)} аналитические всюду внутри контура {\displaystyle C} и на самом контуре по условию теоремы, то, по интегральной формуле Коши, перепишем последний ряд в следующем виде:
{\displaystyle f'(z)=f'_{1}(z)+f'_{2}(z)+\cdots +f'_{k}(z)+\cdots },
то есть ряд, составленный из производны от членов ряда в формулировке теоремы, сходится к производной от суммы того же ряда в любой точке {\displaystyle z} внутри контура {\displaystyle C}, в частности, в точке {\displaystyle z=z_{0}}. Но {\displaystyle z_{0}} — это, по определению, любая точка области {\displaystyle D}, следовательно, ряд можно почленно дифференцировать в любой точке области {\displaystyle D}. Теперь достаточно показать, что последний ряд, составленный из производны от членов ряда в формулировке теоремы, сходится равномерно в любой замкнутой области {\displaystyle {\bar {D'}}}, полностью находящейся в исходной области {\displaystyle D}, {\displaystyle {\bar {D'}}\subset D}.
3. Окрестность точки. Пусть теперь {\displaystyle z_{0}} — любая точка замкнутой области {\displaystyle {\bar {D'}}}, {\displaystyle z_{0}\in {\bar {D'}}}. Построим окружность {\displaystyle \Gamma } с центром в точке {\displaystyle z_{0}} и такого маленького радиуса {\displaystyle 2d}, чтобы она вместе со своей внутренностью принадлежала области {\displaystyle D}. Построим также окрестность {\displaystyle \sigma _{z_{0}}} точки {\displaystyle z_{0}}: {\displaystyle |z-z_{0}|<d}. Очевидно, что если точка {\displaystyle w} движется по окружности {\displaystyle \Gamma }, а точка {\displaystyle z} не выходит из окрестности {\displaystyle \sigma _{z_{0}}}, то расстояние между этими двумя точками {\displaystyle |w-z|>d}. Поскольку ряд в формулировке теоремы сходится равномерно на точках окружности {\displaystyle \Gamma }, то при произвольном сколь угодно малом {\displaystyle \epsilon }
{\displaystyle |f_{k+1}(w)+f_{k+2}(w)+\cdots |<\epsilon ,\quad k\geqslant N=N,(\epsilon )}
для любой точки {\displaystyle w\in \Gamma }.
4. Равномерная сходимость. Применим последнее строгое неравенство к следующим членам ряда из производных, начиная с {\displaystyle (n+1)}-го:
{\displaystyle f'_{n+1}(z)+f'_{n+2}(z)+\cdots ={\frac {1}{2\pi i}}\int \limits _{\Gamma }{\frac {f_{n+1}(w)+f_{n+2}(w)+\cdots }{(w-z)^{2}}}dw},
получим:
{\displaystyle |f'_{n+1}(z)+f'_{n+2}(z)+\cdots |<{\frac {\epsilon 4\pi d}{2\pi d^{2}}}={\frac {2\epsilon }{d}}},
а это означает, что остаточный член ряда из производных, начиная с достаточно большого номера, меньше по модулю сколь угодно малого числа {\displaystyle {\frac {2\epsilon }{d}}>0} независимо от точки {\displaystyle z\in \sigma _{z_{0}}}. Иначе говоря, доказано, что ряд из производных равномерно сходится в окрестности {\displaystyle \sigma _{z_{0}}} любой точки {\displaystyle z_{0}\in {\bar {D'}}}. Следовательно, по лемме Гейне — Бореля область {\displaystyle {\bar {D'}}} можно покрыть конечным числом окрестностей {\displaystyle \sigma }, причём в каждой из этих областей ряд из производных равномерно сходится. Поэтому ряд из производных
{\displaystyle f'(z)=f'_{1}(z)+f'_{2}(z)+\cdots +f'_{k}(z)+\cdots }
равномерно сходится во всей области {\displaystyle {\bar {D'}}}.
5. Производные высших порядков. В силу соответствующей теоремы, производная аналитической функции — функция тоже аналитическая, следовательно, ряд
{\displaystyle f'(z)=f'_{1}(z)+f'_{2}(z)+\cdots +f'_{k}(z)+\cdots }
представляет собой ряд функций, аналитических в области {\displaystyle D}, а также равномерно сходящийся в любой замкнутой области {\displaystyle {\bar {D'}}\subset D}. Применяя к этому ряду предыдущее доказательство, получаем:
{\displaystyle f''(z)=f''_{1}(z)+f''_{2}(z)+\cdots +f''_{k}(z)+\cdots },
и так далее, в итоге при любом {\displaystyle m\in \mathbb {N} } имеем:
{\displaystyle f^{(m)}(z)=f_{1}^{(m)}(z)+f_{2}^{(m)}(z)+\cdots +f_{k}^{(m)}(z)+\cdots },
и кроме того, все эти ряды равномерно сходятся в любой замкнутой области {\displaystyle {\bar {D'}}\subset D}.
Пусть {\displaystyle S_{N}(z)} — частичная сумма исходного ряда
{\displaystyle f(z)=f_{1}(z)+f_{2}(z)+\cdots +f_{k}(z)+\cdots =\sum \limits _{k=1}^{\infty }f_{k}(z)},
то есть
{\displaystyle S_{N}(z)=f_{1}(z)+f_{2}(z)+\cdots +f_{N}(z)=\sum \limits _{k=1}^{N}f_{k}(z)}.
1. Окрестность точки. Зафиксируем любую точку {\displaystyle z_{0}} области {\displaystyle D}, {\displaystyle z_{0}\in D}. Построим любую {\displaystyle d}-окрестность {\displaystyle |z-z_{0}|<d} точки {\displaystyle z_{0}} такую, что её замыкание лежит в области {\displaystyle D} и, кроме того, окружность {\displaystyle \Gamma } с центром в точке {\displaystyle z_{0}} и радиусом {\displaystyle 2d} вместе со своей внутренностью принадлежит области {\displaystyle D}.
2. Равномерная сходимость. По теореме о бесконечной дифференцируемости при любом {\displaystyle m\in \mathbb {N} } имеем для любой точки {\displaystyle z} из замыкания {\displaystyle d}-окрестности {\displaystyle |z-z_{0}|<d} и аналитических функций {\displaystyle S_{N}(z)} и {\displaystyle f(z)}:
{\displaystyle S_{N}^{(m)}(z)={\frac {m!}{2\pi i}}\int \limits _{\Gamma }{\frac {S_{N}(w)}{(w-z)^{m+1}}}dw},
{\displaystyle f^{(m)}(z)={\frac {m!}{2\pi i}}\int \limits _{\Gamma }{\frac {f(w)}{(w-z)^{m+1}}}dw}.
Далее, вследствие равномерной сходимости исходного ряда в замкнутом круге {\displaystyle |z-z_{0}|\leqslant 2d} имеем, что для любого числа {\displaystyle \epsilon >0} найдётся такое {\displaystyle N(\epsilon )}, что для любого {\displaystyle N\leqslant N(\epsilon )} верно неравенство
{\displaystyle \sup _{w\in \Gamma }|S_{N}(w)-f(w)|<\epsilon }.
Следовательно, для любого {\displaystyle \epsilon >0} и любого {\displaystyle N\geqslant N(\epsilon )} и для любой точки {\displaystyle z} из замыкания {\displaystyle d}-окрестности {\displaystyle |z-z_{0}|<d} получаем оценку
{\displaystyle |S_{N}^{(m)}(z)-f^{(m)}(z)|={\frac {m!}{2\pi }}\left|\int _{\Gamma }{\frac {S_{N}(w)-f(w)}{(w-z)^{m+1}}}dw\right|\leqslant }
{\displaystyle {}\leqslant {\frac {m!}{2\pi d^{m+1}}}\sup _{w\in \Gamma }|S_{N}(w)-f(w)|2\pi 2d<{\frac {2m!}{d^{m}}}\epsilon }.
Окончательно получаем, что последовательность частичных суии {\displaystyle S_{N}^{(m)}(z)} сходится к функции {\displaystyle f^{(m)}(z)} равномерно на замыкании {\displaystyle d}-окрестности. А поскольку точка {\displaystyle z_{0}} и {\displaystyle d}-окрестность выбраны произвольно, то последовательность частичных суии {\displaystyle S_{N}^{(m)}(z)} сходится к функции {\displaystyle f^{(m)}(z)} равномерно в любой замкнутой области {\displaystyle {\bar {D'}}\subset D}.

### Доказательство с использованием рядов Тейлора
Рассмотрим бесконечную последовательность степенных рядов
{\displaystyle {\mathfrak {P}}_{1}(z),\,{\mathfrak {P}}_{2}(z),\,\dots ,\,{\mathfrak {P}}_{k}(z),\,\dots }
с радиусами сходимости, большими некоторого числа {\displaystyle \rho >0}. Построив круг {\displaystyle \{K\colon z\in \mathbb {C} ,\,|z|<\rho \}}, получим, что все эти ряды сходятся как внутри, так и на границе круга {\displaystyle K}.
| Теорема о равномерной сходимости степенных рядов. Дано: степенной ряд функций {\displaystyle {\mathfrak {P}}_{1}(z)+{\mathfrak {P}}_{2}(z)+\cdots +{\mathfrak {P}}_{k}(z)+\cdots }, равномерно сходящийся на окружности {\displaystyle \|z\|=\rho } круга {\displaystyle K}. Доказать: в любой внутренней точке {\displaystyle z} круга {\displaystyle K}, {\displaystyle z\in K}, справедливо равенство {\displaystyle {\mathfrak {P}}_{1}(z)+{\mathfrak {P}}_{2}(z)+\cdots +{\mathfrak {P}}_{k}(z)+\cdots ={\mathfrak {P}}(z)}, где {\displaystyle {\mathfrak {P}}(z)} — новые степенной ряд, образованный формальным сложением всех степенный рядов, находящихся в левой часи равенства. |

Положим
{\displaystyle {\mathfrak {P}}_{m}(z)=\sum \limits _{k=0}^{\infty }c_{km}z^{k}},
тогда теорема утверждает, что ряды коэффициентов
{\displaystyle c_{k}=c_{k1}+c_{k2}+c_{k3}+\cdots }
сходятся при каждом {\displaystyle k=0,\,1,\,2,\,\dots ,} а ряд 
{\displaystyle {\mathfrak {P}}(z)=\sum \limits _{k=0}^{\infty }c_{k}z^{k}}
сходится во всех внутренних точках круга {\displaystyle K}, причём имеет место следующее равенство:
{\displaystyle {\mathfrak {P}}_{1}(z)+{\mathfrak {P}}_{2}(z)+\cdots +{\mathfrak {P}}_{k}(z)+\cdots ={\mathfrak {P}}(z)}.
1. Неравенства. Так как ряд с общим членом
{\displaystyle {\mathfrak {P}}_{m}(z)=\sum \limits _{k=0}^{\infty }c_{km}z^{k}}
равномерно сходится на окружности круга {\displaystyle K}, то для любого числа {\displaystyle \epsilon >0} имеется такое натуральное число {\displaystyle N\in \mathbb {N} }, что неравенство
{\displaystyle |{\mathfrak {P}}_{m+1}(z)+{\mathfrak {P}}_{m+2}(z)+\cdots +{\mathfrak {P}}_{m+l}(z)|\leqslant \epsilon }
верно в любой точке {\displaystyle z} окружности круга {\displaystyle K} при произвольном {\displaystyle l>0}, когда {\displaystyle m>N}. Из этого неравенства по неравенству Коши для коэффициентов ряда Лорана вытекает неравенство
{\displaystyle |c_{k(m+1)}+c_{k(m+2)}+\cdots +c_{k(m+l)}|\leqslant {\frac {\epsilon }{\rho _{k}}},\quad k=0,\,1,\,2,\,\dots .}
Поэтому сходятся следующие ряды:
{\displaystyle c_{k1}+c_{k2}+c_{k3}+\cdots =c_{k},\quad k=0,\,1,\,2,\,\dots .}
Обозначим
{\displaystyle r_{km}=c_{k}-(c_{k1}+c_{k2}+\cdots +c_{km})},
тогда при {\displaystyle m>N} верны также неравенства
{\displaystyle |r_{km}|\leqslant {\frac {\epsilon }{\rho _{k}}},\quad k=0,\,1,\,2,\,\dots .}
2. Сходимость рядов. Пусть {\displaystyle z} — любая тоска внутри круга {\displaystyle K}. Тогда {\displaystyle |z|=\rho _{1}<\rho }, поэтому сходится следующий ряд:
{\displaystyle \sum \limits _{k=0}^{\infty }(c_{k1}+c_{k2}+\cdots +c_{km})z^{k}={\mathfrak {P}}_{1}(z)+{\mathfrak {P}}_{2}(z)+\cdots +{\mathfrak {P}}_{m}(z)}.
Кроме того, при {\displaystyle m>N} сходится также и следующий ряд:
{\displaystyle \sum \limits _{k=0}^{\infty }r_{km}z^{k}={\mathfrak {O}}_{m}(z)},
поскольку, с учётом неравенства {\displaystyle |r_{km}|\leqslant {\frac {\epsilon }{\rho _{k}}}}, последний ряд мажорируется следующим сходящимся рядом:
{\displaystyle \sum \limits _{k=0}^{\infty }\epsilon \left({\frac {\rho _{1}}{\rho }}\right)^{k}={\frac {\epsilon }{1-\rho _{1}/\rho }}},
поэтому
{\displaystyle {\mathfrak {O}}_{m}(z)\leqslant {\frac {\epsilon }{1-\rho _{1}/\rho }}}.
Следовательно, ряд
{\displaystyle \sum \limits _{k=0}^{\infty }c_{k}z_{k}={\mathfrak {P}}_{1}(z)+{\mathfrak {P}}_{2}(z)+\cdots +{\mathfrak {P}}_{m}(z)+{\mathfrak {O}}_{m}(z)={\mathfrak {P}}(z)}
также сходится при заданном значении при {\displaystyle z}, причём при {\displaystyle m>N} выполняется следующее неравенство:
{\displaystyle |{\mathfrak {P}}(z)-{\mathfrak {P}}_{1}(z)-{\mathfrak {P}}_{2}(z)-\cdots -{\mathfrak {P}}_{m}(z)|={\mathfrak {O}}_{m}(z)\leqslant {\frac {\epsilon }{1-\rho _{1}/\rho }}},
откуда, поскольку {\displaystyle \epsilon } любое, имеем равенство
{\displaystyle {\mathfrak {P}}(z)={\mathfrak {P}}_{1}(z)+{\mathfrak {P}}_{2}(z)+\cdots +{\mathfrak {P}}_{k}(z)+\cdots },
что и требовалось доказать.
Эта теорема просто переносится на ряды по степеням комплексных выражений {\displaystyle z-a} или {\displaystyle {\frac {1}{z}}}. Из этой этой теоремы вытекает следующая теорема Вейерштрасса для аналитических функций.
| Теорема Вейерштрасса о рядах. Дано: бесконечный ряд функций {\displaystyle f(z)=f_{1}(z)+f_{2}(z)+\cdots +f_{k}(z)+\cdots =\sum \limits _{k=1}^{\infty }f_{k}(z)}, аналитических в некоторой области {\displaystyle D} комплексной плоскости {\displaystyle \mathbb {C} }, {\displaystyle D\subseteq \mathbb {C} }, причём ряд равномерно сходится к сумме {\displaystyle f(z)} в любой замкнутой области {\displaystyle {\bar {D'}}}, полностью находящейся в исходной области {\displaystyle D}, {\displaystyle {\bar {D'}}\subset D}. Доказать: 1) в области {\displaystyle D} функция {\displaystyle f(z)} аналитическая; 2) при дифференцировании этого ряда любое количество раз {\displaystyle m} возникает новый ряд {\displaystyle f^{(m)}(z)=f_{1}^{(m)}(z)+f_{2}^{(m)}(z)+\cdots +f_{k}^{(m)}(z)+\cdots =\sum \limits _{k=1}^{\infty }f_{k}^{(m)}(z)}, также равномерно сходящийся в любой замкнутой области {\displaystyle {\bar {D'}}\subset D} и определяющий соответствующую производную функции {\displaystyle f(z)}. |

1. Первая часть теоремы. Построим вокруг произвольной точки {\displaystyle z_{0}\in D} круг {\displaystyle K} такой, что сам круг и его граница лежат в области {\displaystyle D}. На окружности этого круга данный в условии теоремы ряд
{\displaystyle f(z)=f_{1}(z)+f_{2}(z)+\cdots +f_{k}(z)+\cdots =\sum \limits _{k=1}^{\infty }f_{k}(z)}
равномерно сходится. По теореме Тейлора в этом круге {\displaystyle K} и на его границе выполняются следующие равенства:
{\displaystyle f_{k}(z)=f_{k}(z_{0})+{\frac {z-z_{0}}{1!}}f'_{k}(z_{0})+{\frac {(z-z_{0})^{2}}{2!}}f''_{k}(z_{0})+\cdots },
и по доказанной выше теореме о равномерной сходимости степенных рядов данный в условии ряд в круге {\displaystyle K} есть следующий степенной ряд:
{\displaystyle \sum \limits _{k=0}^{\infty }c_{k}{\frac {(z-z_{0})^{k}}{k!}}},
где {\displaystyle c_{k}=f_{1}^{(k)}(z_{0})+f_{2}^{(k)}(z_{0})+\cdots }.
Следовательно, данная функция {\displaystyle f(z)} аналитическая в области {\displaystyle D}, поскольку точка {\displaystyle z_{0}} — произвольная точка области {\displaystyle D}.
2. Вторая часть теоремы. Сравним разложение функции {\displaystyle f(z)} в ряд Тейлора
{\displaystyle f(z)=f(z_{0})+{\frac {z-z_{0}}{1!}}f'(z_{0})+{\frac {(z-z_{0})^{2}}{2!}}f''(z_{0})+\cdots }
с разложением этой функции в степенной ряд, получаем, что
{\displaystyle f^{(k)}(z_{0})=f_{1}^{(k)}(z_{0})+f_{2}^{(k)}(z_{0})+\cdots },
что и требовалось доказать.

### Равномерная сходимость внутри области
Равномерная сходимость внутри области {\displaystyle D} — равномерная сходимость ряда функций в точках любой ограниченной замкнутой области {\displaystyle {\bar {D'}}}, полностью находящейся в области {\displaystyle D}, {\displaystyle {\bar {D'}}\subset D}, {\displaystyle D'\Subset D}.
Произвольное множество {\displaystyle A}, замыкание которого принадлежит некоторому другому множеству {\displaystyle B}, {\displaystyle {\bar {A}}\subset B}, называется предкомпактным в {\displaystyle B}, или компактным относительно {\displaystyle B}, или строго содержащимся в {\displaystyle B}. Такое отношение двух множеств обозначается {\displaystyle A\Subset B}.
Некоторые авторы используют термин «равномерная сходимость» для сокращения теста. Любой ряд функций, просто равномерно сходящийся в области, сходится равномерно и в каждой её замкнутой подобласти и, следовательно, равномерно сходится внутри области. Обратное, в общем случае, неверно, как следует из следующего примера.
Пример. Рассмотрим геометрический ряд
{\displaystyle 1+z+z^{2}+\cdots +z^{k}+\cdots },
который сходится в единичном круге {\displaystyle |z|<1} неравномерно. При этом он равномерно сходится внутри единичного круга. Докажем это утверждение. Возьмём любую замкнутую подобласть {\displaystyle F} единичного круга, и пусть расстояние от неё до границы исходной области — единичной окружности — равно {\displaystyle \delta }. Тогда для произвольной точки {\displaystyle z\in F} получаем {\displaystyle |z|\leqslant 1-\delta }, откуда имеем, что величина
{\displaystyle |z^{k+1}+\cdots +z^{k+p}|=\left|z^{k+1}{\frac {1-z^{p}}{1-z}}\right|\leqslant |z|^{k+1}{\frac {1+|z|^{p}}{1-|z|}}\leqslant (1-\delta )^{k+1}{\frac {2}{\delta }}}
стремится к нулю при {\displaystyle k\to \infty } и всегда может быть меньше любого {\displaystyle \epsilon >0} при некотором {\displaystyle N(\epsilon )<k}. В итоге получили, что геометрический ряд равномерно сходится на всех точках любой замкнутой подобласти {\displaystyle F} единичного круга и, следовательно, равномерно сходится внутри единичного круга, хотя и не сходится равномерно в единичном круге.

### Примеры рядов, сходящихся не в области
Чтобы правильно использовать теорему Вейерштрасса, необходимо учитывать, что она сформулирована и доказана для рядов аналитических функций, равномерно сходящихся в области. Когда ряд равномерно сходится на любом не открытом множестве, теорема может быть неверна.
По теореме Вейерштрасса в следующих двух примерах не существует области, которая включала бы точки всей действительной оси или хотя бы её произвольной части, в которой представленные ряды сходились бы равномерно. Иначе эти ряды вошли бы в противоречие с теоремой Вейерштрасса.
Пример 1 (Вейерштрасс). Рассмотрим функцию
{\displaystyle f(x)=\sum \limits _{k=0}^{\infty }b^{k}\cos(ax\pi )},
где {\displaystyle n} — нечётное целое число, {\displaystyle 0<b<1}. Этот ряд есть сумма функций, аналитических во всех точках действительной оси и даже во всех точках комплексной плоскости. Ряд равномерно сходится на действительной оси, так как абсолютная величина общего члена ряда {\displaystyle |b^{k}\cos(ax\pi )|\leqslant b^{k}}, где {\displaystyle \sum \limits _{k=0}^{\infty }b^{k}} — сходящийся геометрический ряд. Но сумма ряда даже не аналитическая функция в точках действительной оси, поскольку, по результатам Вейерштрасса, эта сумма не дифференцируема ни при каких {\displaystyle x}.
Пример 2. Рассмотрим функциональный ряд
{\displaystyle \sin x+\left({\frac {\sin 2x}{2}}-\sin x\right)+\left({\frac {\sin 3x}{3}}-{\frac {\sin 2x}{2}}\right)+\cdots },
члены которого суть функции, аналитические во всех точках действительной оси и даже во всех точках комплексной плоскости. И этот ряд сходится равномерно на действительной оси. Кроме того, его сумма, тождественно равная нулю, есть аналитическая функция. Действительно, частичная сумма этого ряда равна
{\displaystyle \sin x+\left({\frac {\sin 2x}{2}}-\sin x\right)+\cdots +\left({\frac {\sin kx}{k}}-{\frac {\sin(k-1)x}{k-1}}\right)={\frac {\sin kx}{k}}},
а {\displaystyle \left|{\frac {\sin kx}{k}}\right|\leqslant {\frac {1}{k}}}, следовательно, этот ряд сходится равномерно к нулю. Онако при почленном дифференцировании получается ряд
{\displaystyle \cos x+(\cos 2x-\cos x)+\cdots +(\cos kx-\cos(k-1)x)+\cdots },
частичные суммы которого равны
{\displaystyle \cos x,\cos 2x,\cdots ,\cos kx,\cdots },
следовательно, последовательность этих сумм расходится при любом {\displaystyle x\neq 2n\pi }, а при {\displaystyle x=2n\pi } сходится к единице — величине, не равной производной от суммы ряда.
Пример 3. Функциональный ряд {\displaystyle \,\sum \limits _{k=0}^{\infty }(-1)^{k}{\frac {\cos kx}{k^{2}}}} равномерно сходится для все вещественных {\displaystyle x}. Однако ряд первых производных {\displaystyle \,\sum \limits _{k=1}^{\infty }(-1)^{k-1}{\frac {\sin kx}{k}}} сходится уже неравномерно около точек {\displaystyle x=(2m+1)\pi }, где {\displaystyle m} — произвольное целое число, тогда как ряд вторых производных {\displaystyle \,\sum \limits _{k=1}^{\infty }(-1)^{k-1}\cos kx} вовсе не сходится.

## Применения теоремы Вейерштрасса

### Теорема Вейерштрасса о равномерной сходимости на границе области
Вейерштрасс доказал теорему, которой посвящена статья, без использования интеграла Коши. Он использовал так называемый элементарный метод, который основан на разложении голоморфных функций в ряд Тейлора. Но приведённые в статье доказательства с применением интеграла Коши по сути почти непосредственные и, кроме того, позволяют создать другую формулировку теоремы Вейерштрасса, которая используется в некоторых случаях. Эта новая формулировка определяется тем, что равномерная сходимость ряда или последовательности функций была использована только на границе области. В итоге получается следующая теорема.
| Теорема Вейерштрасса о равномерной сходимости на границе области. Дано: бесконечный ряд функций {\displaystyle f(z)=f_{1}(z)+f_{2}(z)+\cdots +f_{k}(z)+\cdots =\sum \limits _{k=1}^{\infty }f_{k}(z)}, аналитических в некоторой области {\displaystyle D} комплексной плоскости {\displaystyle \mathbb {C} }, {\displaystyle D\subseteq \mathbb {C} }, и непрерывных в замкнутой области {\displaystyle {\bar {D}}}, причём ряд равномерно сходится на границе области {\displaystyle D}. Доказать: во всей замкнутой области {\displaystyle {\bar {D}}} ряд также равномерно сходится. |

Первое доказательство основано на принципе максимума модуля, второе непосредственно использует определение производной.
Пусть {\displaystyle w} — любая точка на границе области {\displaystyle D}, тогда по условию равномерной сходимости имеет место неравенство
{\displaystyle |f_{N+1}(w)+f_{N+2}(w)+\cdots +f_{N+p}(w)|<\epsilon ,\quad } {\displaystyle N=N(\epsilon ),\quad } {\displaystyle p\geqslant 1,}
где {\displaystyle \epsilon } сколь угодно мало. Поскольку функция
{\displaystyle f_{N+1}(z)+f_{N+2}(z)+\cdots +f_{N+p}(z)}
аналитична в области {\displaystyle D} и непрерывна в замкнутой области {\displaystyle {\bar {D}}}, то, согласно принципу максимума модуля, указанное неравенство выполняется и во всех точках {\displaystyle z} области {\displaystyle D}. Следовательно, неравенство верно, если {\displaystyle w} — любая точка замкнутой области {\displaystyle {\bar {D}}}, и ряд 
{\displaystyle f(z)=f_{1}(z)+f_{2}(z)+\cdots +f_{k}(z)+\cdots =\sum \limits _{k=1}^{\infty }f_{k}(z)}
равномерно сходится во всей замкнутой области {\displaystyle {\bar {D}}} по признаку Вейерштрасса равномерно сходящегося ряда.
Доказанное свойство рядов аналитических функций верно также для аналитических или гармонических функций, определённых в областях как комплексного пространства {\displaystyle \mathbb {C} ^{n}}, {\displaystyle n\geqslant 1}, так и евклидова пространства {\displaystyle \mathbb {E} ^{n}}, {\displaystyle n\geqslant 2}. Более того, доказанное свойство рядов аналитических функций верно всегда, когда применим принцип максимума модуля.
1. Почленное интегрирование. Рассмотрим любую точку {\displaystyle z_{0}} в области {\displaystyle D}, и пусть на границе {\displaystyle \partial D} области {\displaystyle D} сумма {\displaystyle \sum \limits _{k=1}^{\infty }f_{k}(z)=f(z)}. Поскольку величина {\displaystyle {\frac {1}{z-z_{0}}}} ограничена, если точка {\displaystyle z_{0}} фиксирована и {\displaystyle z\in \partial D}, то ряд {\displaystyle \sum \limits _{k=1}^{\infty }{\frac {f_{k}(z)}{z-z_{0}}}} равномерно сходится, так как ряд {\displaystyle \sum \limits _{k=1}^{\infty }f_{k}(z)} равномерно сходится. Тогда по теореме о почленном интегрировании получаем:
{\displaystyle {\frac {1}{2\pi i}}\int \limits _{\partial D}{\frac {f(z)}{z-z_{0}}}dz={\frac {1}{2\pi i}}\int \limits _{\partial D}\left(\sum \limits _{k=1}^{\infty }f_{k}(z)\right){\frac {dz}{z-z_{0}}}=\sum \limits _{k=1}^{\infty }{\frac {1}{2\pi i}}\int \limits _{\partial D}{\frac {f_{k}(z)}{z-z_{0}}}dz}.
2. Формула Коши. Отсюда по интегральной формуле Коши
{\displaystyle \sum \limits _{k=1}^{\infty }{\frac {1}{2\pi i}}\int \limits _{\partial D}{\frac {f_{k}(z)}{z-z_{0}}}dz=\sum \limits _{k=1}^{\infty }f_{k}(z_{0})},
поэтому исходный ряд {\displaystyle \sum \limits _{k=1}^{\infty }f_{k}(z)} сходится во всех точках области {\displaystyle D}, и пусть его сумма равна, как и прежде на контуре {\displaystyle \partial D}, {\displaystyle f(z)}. Функция {\displaystyle f(z)} аналитическая, когда у неё единственная производная во всех точках области {\displaystyle D}.
3. Производная. Пусть точка {\displaystyle z_{0}+h} также находится в области {\displaystyle D}. Тогда
{\displaystyle {\frac {f(z_{0}+h)-f(z_{0})}{h}}={\frac {1}{2\pi i}}\int \limits _{\partial D}{\frac {f(z)dz}{(z-z_{0})(z-z_{0}-h)}}},
следовательно, так как аналитическая функция имеет производную, существует предел
{\displaystyle \lim _{h\to 0}{\frac {f(z_{0}+h)-f(z_{0})}{h}}={\frac {1}{2\pi i}}\int \limits _{\partial D}{\frac {f(z)}{(z-z_{0})^{2}}}dz},
то есть {\displaystyle f(z)} аналитическая в любой точке области {\displaystyle D}.
4. Почленное дифференцирование. Преобразуем интеграл {\displaystyle {\frac {1}{2\pi i}}\int \limits _{\partial D}{\frac {f(z)}{(z-z_{0})^{2}}}dz} точно так же, как был преобразован интеграл {\displaystyle {\frac {1}{2\pi i}}\int \limits _{\partial D}{\frac {f(z)}{z-z_{0}}}dz}, получим:
{\displaystyle f'(z_{0})=\sum \limits _{k=1}^{\infty }f'_{k}(z_{0})},
то есть ряд {\displaystyle \sum \limits _{k=1}^{\infty }f_{k}(z_{0})} почленно дифференцируем.

### Теорема Вейерштрасса о последовательностях аналитических функций
Обе теоремы Вейерштрасса о равномерно сходящихся рядах функций
{\displaystyle f_{1}(z)+f_{2}(z)+\cdots +f_{k}(z)+\cdots =\sum \limits _{k=1}^{\infty }f_{k}(z)=f(z)}
непосредственно распространяются на следующие равномерно сходящиеся последовательности функций:
{\displaystyle F_{1}(z),\,F_{2}(z),\,\dots ,\,F_{k}(z),\,\dots ,\quad } {\displaystyle \lim _{k\to \infty }F_{k}(z)=F(z).}
Замечание. В английской терминологии название теоремы Вейерштрасса таково, что оно подходит сразу для обоих формулировок теоремы (для рядов и для последовательностей): «предельная теорема Вейерштрасса», или «Теорема Вейерштрасса о голоморфности однородных пределов».
Действительно, указанная последовательность функций представляется как последовательность частичных сумм следующего ряда функций:
{\displaystyle F_{1}(z)+(F_{2}(z)-F_{1}(z))+(F_{3}(z)-F_{2}(z))+\cdots +(F_{k}(z)-F_{k-1}(z))+\cdots ,}
причём эта последовательность функций сходится равномерно в некоторой области комплексной плоскости тогда и только тогда, когда равномерно сходится в этой области указанный ряд функций. Следовательно, обе теоремы Вейерштрасса о равномерно сходящихся рядах функций применимы к равномерно сходящихся последовательностям функций.
Сформулируем одну из теорем Вейерштрасса — о равномерно сходящихся рядах голоморфных функций — для равномерно сходящейся последовательности функций.
| Теорема Вейерштрасса о последовательностях аналитических функций. Дано: бесконечная последовательность функций {\displaystyle F_{1}(z),\,F_{2}(z),\,\cdots ,\,F_{k}(z),\,\cdots }, аналитических в некоторой области {\displaystyle D} комплексной плоскости {\displaystyle \mathbb {C} (z)}, {\displaystyle D\subseteq \mathbb {C} ^{n}}, равномерно сходится к функции {\displaystyle F(z)} в любой замкнутой области {\displaystyle {\bar {D'}}}, полностью находящейся в исходной области {\displaystyle D}, {\displaystyle {\bar {D'}}\subset D}. Доказать: 1) в области {\displaystyle D} функция {\displaystyle F(z)} аналитическая; 2) при дифференцировании этой последовательности возникает новая последовательность, также равномерно сходящаяся в любой замкнутой области {\displaystyle {\bar {D'}}\subset D} и определяющая производную функции {\displaystyle F(z)}, то есть последовательность можно почленно дифференцировать любое количество раз: {\displaystyle \lim _{k\to \infty }{\frac {d^{m}F_{k}(z)}{dz^{m}}}={\frac {d^{m}F(z)}{dz^{m}}}} при любом {\displaystyle m}. |

### Теорема Вейерштрасса о семействах аналитических функций
Обобщение последовательности комплексных функций
{\displaystyle F_{1}(z),\,F_{2}(z),\,\dots ,\,F_{k}(z),\,\dots ,\quad } {\displaystyle \lim _{k\to \infty }F_{k}(z)=F(z).}
с натуральным параметром {\displaystyle k}, используемых в теореме Вейерштрасса о последовательностях аналитических функций, — это семейство функций с непрерывным параметром {\displaystyle \alpha }: {\displaystyle F_{\alpha }(z)}.
| Теорема Вейерштрасса о семействах аналитических функций. Дано: функция {\displaystyle F_{\alpha }(z)}, аналитическая в некоторой области {\displaystyle D} комплексной плоскости {\displaystyle \mathbb {C} (z)}, {\displaystyle D\subseteq \mathbb {C} }, для всех значений комплексного параметра {\displaystyle \alpha }, лежащих в некоторой окрестности {\displaystyle \alpha _{0}}, {\displaystyle \alpha \in \alpha _{0}\subset \mathbb {C} }, причём предел {\displaystyle \lim _{\alpha \to \alpha _{0}}F_{\alpha }(z)=F(z)} достигается равномерно в области {\displaystyle D}. Доказать: 1) в области {\displaystyle D} функция {\displaystyle F(z)} аналитическая; 2) нахождение производных и интегралов от функции {\displaystyle \varphi (z)} можно проводить под знаком предела. |

Эта теорема просто получается из теоремы Вейерштрасса о последовательностях аналитических функций при построении произвольной последовательности
{\displaystyle \alpha _{1},\,\alpha _{2},\,\dots ,\,\alpha _{k},\,\dots ,\quad } {\displaystyle \lim _{k\to \infty }\alpha _{k}=\alpha _{0},}
поскольку предел
{\displaystyle \lim _{k\to \infty }F_{\alpha _{k}}(z)=F(z)}
достигается равномерно, и тогда к ряду с частичными суммами
{\displaystyle F_{\alpha _{1}}(z),\,F_{\alpha _{2}}(z),\,\dots ,\,F_{\alpha _{k}}(z),\,\dots }
применяется теорем Вейерштрасса. Отсюда переход к утверждениям теоремы просто осуществляется при обычной формулировке определения предела {\displaystyle \lim _{\alpha \to \alpha _{0}}F_{\alpha }(z)}.
Пример применения теоремы Вейерштрасса, сформулированной для случая семейства функций — исследование несобственного интеграла типа Коши.

### Несобственный интеграл типа Коши
Рассмотрим неограниченную с одной стороны кривую {\displaystyle L}, определяемую следующим образом:
{\displaystyle z=\lambda (t),\quad } {\displaystyle \alpha \leqslant t<\beta ,\quad } {\displaystyle \lim _{t\to \beta }\lambda (t)=\infty ,}
и любая её конечная дуга {\displaystyle L_{\tau }}, {\displaystyle \alpha \leqslant t\leqslant \tau <\beta }, спрямляема.
Введём семейство функций {\displaystyle \{F_{\tau }(z)\}}, составленное из интегралов типа Коши:
{\displaystyle F_{\tau }(z)={\frac {1}{2\pi i}}\int \limits _{L_{\tau }}{\frac {\varphi (w)dw}{w-z}}},
причём {\displaystyle \varphi (w)} — непрерывная функция, определённая на кривой {\displaystyle L}, и поэтому функции семейства {\displaystyle \{F_{\tau }(z)\}} определены и аналитичны в любой области, в которой нет точек кривой {\displaystyle L}.
Лемма. Чтобы семейство функций {\displaystyle \{F_{\tau }(z)\}} равномерно сходилось в каждой ограниченной замкнутой области {\displaystyle {\bar {D}}}, в которой нет точек кривой {\displaystyle L}, должно, например, выполняться условие абсолютной сходимости интеграла {\displaystyle \int \limits _{L}\varphi (w)dw}, что равнозначно существованию следующего предела:
{\displaystyle \lim _{\tau \to \beta }\int \limits _{L_{\tau }}|\varphi (w)|d\sigma =\int \limits _{L}|\varphi (w)|d\sigma }.
Доказательство. В каждой ограниченной замкнутой области {\displaystyle {\bar {D}}}, в которой нет точек кривой {\displaystyle L}, получаем:
{\displaystyle |F_{\tau '}(z)-F_{\tau }(z)|=\left|{\frac {1}{2\pi i}}\int _{L_{\tau '}\setminus L_{\tau }}{\frac {\varphi (w)dw}{w-z}}\right|\leqslant {\frac {1}{2\pi \rho }}\left|\int _{L_{\tau '}}|\varphi (w)|d\sigma -\int _{L_{\tau }}|\varphi (w)|d\sigma \right|},
где {\displaystyle \rho } — расстояние между замкнутой областью {\displaystyle {\bar {D}}} и кривой {\displaystyle L}. Кроме того, для любого {\displaystyle \epsilon >0} имеется такое {\displaystyle \beta (\epsilon )<\beta }, что при {\displaystyle \tau ,\,\tau '>\beta (\epsilon )} верно следующее неравенство:
{\displaystyle |F_{\tau '}(z)-F_{\tau }(z)|<\epsilon }. □
Несобственный интеграл типа Коши вдоль неограниченной кривой {\displaystyle L}, или интеграл типа Коши вдоль {\displaystyle L} — несобственный интеграл
{\displaystyle {\frac {1}{2\pi i}}\int \limits _{L}{\frac {\varphi (w)dw}{w-z}}=\lim _{\tau \to \beta }{\frac {1}{2\pi i}}\int \limits _{L_{\tau }}{\frac {\varphi (w)dw}{w-z}}},
который существует, когда функции семейства {\displaystyle \{F_{\tau }(z)\}} определены и аналитичны в любой области, в которой нет точек кривой {\displaystyle L}, а само семейство 
равномерно сходится в каждой такой области.
Из теоремы Вейерштрасса о семействах аналитических функций следует, что этот интеграл типа Коши есть некоторая аналитическая функция {\displaystyle F(z)} в любой области, в которой нет точек кривой {\displaystyle L}.
Из теоремы Вейерштрасса о семействах аналитических функций также следует, что семейство производных
{\displaystyle \left\{F_{\tau }^{(m)}(z)={\frac {m!}{2\pi i}}\int _{L_{\tau }}{\frac {\varphi (w)dw}{(w-z)^{m+1}}}\right\}}
также равномерно сходится к {\displaystyle F^{(m)}(z)}. С другой стороны, из равномерной сходимости семейства производных {\displaystyle \{F_{\tau }^{(m)}(z)\}} вытекает, что имеется также следующий несобственный интеграл:
{\displaystyle {\frac {m!}{2\pi i}}\int \limits _{L}{\frac {\varphi (w)dw}{(w-z)^{m+1}}}=\lim _{\tau \to \beta }{\frac {m!}{2\pi i}}\int \limits _{L_{\tau }}{\frac {\varphi (w)dw}{(w-z)^{m+1}}}}.
Поэтому
{\displaystyle F^{(m)}(z)={\frac {m!}{2\pi i}}\int \limits _{L}{\frac {\varphi (w)dw}{(w-z)^{m+1}}}},
то есть свойства, имеющие место для интегралов типа Коши, справедливы и для несобственных интегралов типа Коши.
Полученные результаты обобщаются без изменения на случай, когда кривая {\displaystyle L} неограниченна с обеих сторон, другими словами, функция {\displaystyle z=\lambda (t)}, определенная в интервале {\displaystyle \alpha <t<\beta }, удовлетворяет условиям {\displaystyle \lim _{t\to \alpha }\lambda (t)=\lim _{t\to \beta }\lambda (t)=\infty } (например, кривая {\displaystyle L} — прямая или парабола).

### Степенной ряд по одной функции
В качестве ещё одного применения теоремы Вейерштрасса рассмотрим следующую теорему о степенном ряде по одной функции.
| Теорема о степенном ряде по одной функции. Дано: функция {\displaystyle f}, аналитическая в некоторой области {\displaystyle D} комплексной плоскости {\displaystyle \mathbb {C} }, {\displaystyle D\subseteq \mathbb {C} }, причём значения функции {\displaystyle f} в области {\displaystyle D} принадлежат кругу сходимости степенного ряда {\displaystyle {\mathfrak {P}}(z)=c_{0}+c_{1}z+c_{2}z^{2}+\cdots }. Доказать: 1) сумма степенного ряда по функции {\displaystyle f} — функция {\displaystyle F(z)=\sum \limits _{k=0}^{\infty }c_{k}(f(z))^{k}} — аналитическая в области {\displaystyle D}; 2) последнее равенство почленно дифференцируется сколько угодно раз. |

Доказательство. Пусть {\displaystyle D'} — любое замкнутое множество в области {\displaystyle D}. Значения функции {\displaystyle f} на множестве {\displaystyle D'} есть замкнутое множество, принадлежащее кругу сходимости ряда {\displaystyle {\mathfrak {P}}(z)}. Следовательно, ряд
{\displaystyle F(z)=\sum \limits _{k=0}^{\infty }c_{k}(f(z))^{k}}
равномерно сходится на множестве {\displaystyle D'}, и, по теореме Вейерштрасса, его сумма {\displaystyle F(z)} есть аналитическая функция во внутренних точках множества {\displaystyle D'} и, кроме того, он почленно дифференцируем во внутренних точках множества {\displaystyle D'}. Но так как множество {\displaystyle D'} — произвольное замкнутое, то его всегда можно выбрать так, что произвольно взятая точка области {\displaystyle D} — это внутренняя точка множества {\displaystyle D'}. Теорема доказана.
Следствие. В частном случае при аналитичности функции {\displaystyle f} в области {\displaystyle D} и сходимости ряда {\displaystyle {\mathfrak {P}}(z)} во всей конечной комплексной плоскости {\displaystyle \mathbb {C} } сумма ряда {\displaystyle F(z)} есть функция, аналитическая в области {\displaystyle D}, и ряд {\displaystyle F(z)} дифференцируется сколько угодно раз.

## Обобщения теоремы Вейерштрасса

### Комплексное пространство
Теорема Вейерштрасса обобщается на ряды аналитических функций многих комплексных переменных, сохраняя название и формулировку. Также интегрирование функции по кривой или поверхности, замыкание которых принадлежит исходной ограниченной области, производится почленным интегрированием исходного ряда. Аналогичные предложения имеют место и для кратных рядов, составленных из голоморфных функций. Доказательство этих теорем осуществляется так же, как в случае одного переменного.
Сформулируем одну из теорем Вейерштрасса — о равномерно сходящихся рядах голоморфных функций — для случая нескольких комплексных переменных.
| Теорема Вейерштрасса о равномерно сходящихся рядах голоморфных функций. Дано: бесконечный ряд функций {\displaystyle f(z)=f_{1}(z)+f_{2}(z)+\cdots +f_{k}(z)+\cdots =\sum \limits _{k=1}^{\infty }f_{k}(z)}, голоморфных в некоторой области {\displaystyle D} комплексного пространства {\displaystyle \mathbb {C} ^{n}(z)}, {\displaystyle n\geqslant 1}, {\displaystyle z=(z_{1},\,z_{2},\,\dots ,\,z_{n})}, {\displaystyle D\subseteq \mathbb {C} ^{n}}, причём ряд равномерно сходится к сумме {\displaystyle f(z)} в любой замкнутой области {\displaystyle {\bar {D'}}}, полностью находящейся в исходной области {\displaystyle D}, {\displaystyle {\bar {D'}}\subset D}. Доказать: 1) в области {\displaystyle D} функция {\displaystyle f(z)} голоморфная; 2) при любом частном дифференцировании этого ряда любое количество раз возникает новый ряд, также равномерно сходящийся в любой замкнутой области {\displaystyle {\bar {D'}}\subset D} и определяющий соответствующую частную производную функции {\displaystyle f(z)}, то есть ряд можно почленно дифференцировать любым способом любое количество раз: {\displaystyle {\frac {\partial ^{\|m\|}f(z)}{\partial z_{1}^{m_{1}}\partial z_{2}^{m_{2}}\dots \partial z_{n}^{m_{n}}}}=\sum \limits _{k=0}^{\infty }{\frac {\partial ^{\|m\|}f_{k}(z)}{\partial z_{1}^{m_{1}}\partial z_{2}^{m_{2}}\dots \partial z_{n}^{m_{n}}}},} {\displaystyle m=(m_{1},\,\dots ,\,m_{n})\in \mathbb {Z} _{0}^{n},\quad \|m\|=m_{1}+\cdots +m_{n},} или {\displaystyle {\frac {\partial ^{\|m\|}f(z)}{\partial z^{m}}}=\sum \limits _{k=0}^{\infty }{\frac {\partial ^{\|m\|}f_{k}(z)}{\partial z^{m}}},} или {\displaystyle D^{m}f(z)=\sum \limits _{k=0}^{\infty }D^{m}f_{k}(z).} |

Доказательство этой теоремы аналогично доказательству в случае одного переменного на комплексной плоскости.
Следствие 1. Степенной ряд по {\displaystyle z_{1},\,z_{2},\,\dots ,\,z_{n}}, сходящийся в открытом поликруге векторного радиуса {\displaystyle \Delta ^{n}(\mathbf {r} )} с центром в начале координат комплексного пространства {\displaystyle \mathbb {C} ^{n}(z)}, имеет сумму, аналитическую в области {\displaystyle \Delta ^{n}(\mathbf {r} )}.
Следствие 2. Рассмотрим открытое множество {\displaystyle D\subset \mathbb {C} ^{n}(z)}, компактное пространство {\displaystyle K(w)}, меру Радона {\displaystyle \mu (w)} на {\displaystyle K(w)}, непрерывную функцию {\displaystyle (z,\,w)\to f(z,\,w)} на прямом произведении {\displaystyle D\times K}, причём {\displaystyle z\to f(z,\,w)} — голоморфная функция на {\displaystyle D} для любого фиксированного {\displaystyle w\in K(w)}. Тогда: 1) функция
{\displaystyle F(z)=\int \limits _{K}f(z,\,w)d\mu (w)}
голоморфна на {\displaystyle D}; 2) имеет место следующая формула для частных производных:
{\displaystyle {\frac {\partial ^{|m|}F(z)}{\partial z_{1}^{m_{1}}\partial z_{2}^{m_{2}}\dots \partial z_{n}^{m_{n}}}}=\int \limits _{K}{\frac {\partial ^{|m|}f(z,\,w)}{\partial z_{1}^{m_{1}}\partial z_{2}^{m_{2}}\dots \partial z_{n}^{m_{n}}}}d\mu (w),}
{\displaystyle m=(m_{1},\,\dots ,\,m_{n})\in \mathbb {Z} _{0}^{n},\quad |m|=m_{1}+\cdots +m_{n}.}
Отсюда вытекает интегральная формула Коши для частных производных функции, которая голоморфна в замкнутом поликруге векторного радиуса.

### Топологическое пространство
Теорему Вейерштрасса можно топологизировать, то есть интерпретировать в терминах топологического векторного пространства.
Рассмотрим область {\displaystyle D} комплексного пространства {\displaystyle \mathbb {C} ^{n}(z)}. Обозначим множество всех непрерывных на {\displaystyle D} функций через {\displaystyle {\text{𝒞}}_{D}}, а множество всех голоморфных на {\displaystyle D} функций — через {\displaystyle {\text{ℋ}}_{D}}. Множества {\displaystyle {\text{𝒞}}_{D}} и {\displaystyle {\text{ℋ}}_{D}} суть векторные пространства над полем комплексных чисел.
Топологизируем векторные пространства {\displaystyle {\text{𝒞}}_{D}} и {\displaystyle {\text{ℋ}}_{D}}, то есть наделим их топологией и получим в результате топологические векторные пространства. Снабдим {\displaystyle {\text{𝒞}}_{D}} и {\displaystyle {\text{ℋ}}_{D}} топологией равномерной сходимости на компактных (то есть ограниченных и замкнутых) подмножествах. А именно: если функция {\displaystyle f_{l}} непрерывна (или голоморфна) на {\displaystyle D}, {\displaystyle f_{l}\in {\text{𝒞}}_{D}} (соответственно {\displaystyle f_{l}\in {\text{ℋ}}_{D}}), то тогда {\displaystyle f_{l}\to 0} при {\displaystyle \|f_{l}\|_{K}\to 0}, {\displaystyle l\to \infty }, на любом компакте {\displaystyle K\subset D}.
Фундаментальная система окрестностей начала координат определяется множествами {\displaystyle {\text{𝒱}}\left(K_{m},\,{\frac {1}{m}}\right)}, где {\displaystyle {\text{𝒱}}\,(K,\,a)}, {\displaystyle a>0}, — множество таких функций {\displaystyle f\in {\text{𝒞}}_{D}} (соответственно {\displaystyle {\text{ℋ}}_{D}}), для которых {\displaystyle \|f\|_{K}<a}, при этом {\displaystyle \{K_{m}\}} есть последовательность компактов, удовлетворяющих следующим условиям:
{\displaystyle K_{m}\subset K_{m+1}\setminus \partial K_{m+1},\quad } {\displaystyle \bigcup \limits _{m=1}^{\infty }K_{m}\setminus \partial K_{m}=D.}
Кроме того, получается, что {\displaystyle {\text{𝒞}}_{D}} есть {\displaystyle {\text{ℱ}}}-пространство, то есть это полное топологическое векторное пространство, обладающее счётной фундаментальной системой окрестностей нуля.
| Теорема Вейерштрасса в терминах топологического векторного пространства. Дано: топологизированные множества непрерывных {\displaystyle {\text{𝒞}}_{D}} и голоморфных {\displaystyle {\text{ℋ}}_{D}} функций в некоторой области {\displaystyle D} комплексного пространства {\displaystyle \mathbb {C} ^{n}(z)}, {\displaystyle n\geqslant 1}, {\displaystyle z=(z_{1},\,z_{2},\,\dots ,\,z_{n})}, {\displaystyle D\subseteq \mathbb {C} ^{n}}. Доказать: {\displaystyle {\text{ℋ}}_{D}} есть замкнутое подпространство {\displaystyle {\text{𝒞}}_{D}}. |